# 美国民族学局
美国民族学局（英語：Bureau of American Ethnology），原名民族学局（Bureau of Ethnology）建立于1879年，对美国人类学的发展起过关键的促进作用。首任局长是约翰·威斯利·鲍威尔。
民族学局成立的目的是将与北美印第安人有关的档案、记录和材料从内政部转移到史密森尼学会。但从一开始，该局创始人鲍威尔就提出了更广泛的使命：“在美国组织人类学研究”。在鲍威尔领导下，该局组织了研究密集型的多年项目;资助了民族志，考古学和语言学领域的研究;发起了多种刊物，其中最着名的是其年度报告和公告;并推动了人类学的雏形。它为博物馆准备了展品，并为史密森尼美国国家博物馆收集了人类学文物。此外，BAE是印第安人文件的官方存储库，存储了美国各种地质调查收集的有关美洲印第安人的文件，尤其是落基山地区地理和地质调查（Geographical and Geological Survey of the Rocky Mountain Region）以及领土地质调查（Geological Survey of the Territories）。它开发了一个手稿库，图书馆和插图部分，其中包括摄影作品和照片集。
1897年，民族学局的名称改为美国民族学局，强调其利益的地理限制。 1965年，BAE与史密森尼人类学系合并，在美国国家博物馆内组建史密森尼人类学办公室。 1968年，SOA档案成为国家人类学档案。